# جيمس دبليو. كيهو
جيمس دبليو. كيهو (بالإنجليزية: James W. Kehoe)‏ هو محامي وقاضي أمريكي، ولد في 27 سبتمبر 1925 في بورتسموث في الولايات المتحدة، وتوفي في 13 ديسمبر 1998 في ميامي في الولايات المتحدة.